# ارتحال حراري

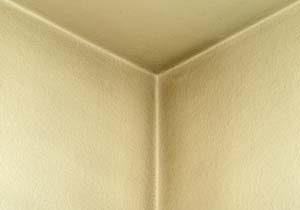

الارتحال الحراري (أو الرَّحَلان الحراري ويسمى أيضًا الهجرة الحرارية أو الانتشار الحراري أو أثر سوريه أو أثر لودفيغ-سوريه) هو ظاهرة تلاحظ في خلائط الجسيمات المتحركة حيث تستجيب الجسيمات المختلفة بطرق مختلفة لقوة تدرج درجة الحرارة. ينطبق مصطلح الارتحال الحراري في أغلب الأحيان على خلائط الهباء الجوي، ولكن يمكن استخدامه أيضًا للإشارة إلى نفس الظاهرة في كل أطوار المادة. ينطبق مصطلح أثر سوريه عادةً على خلائط السوائل، والتي تتصرف حسب آليات مختلفة مفهومة بشكل أقل من الخلائط الغازية. قد لا ينطبق الارتحال الحراري على الهجرة الحرارية في المواد الصلبة، وخاصة السبائك متعددة الأطوار.

## قوة الارتحال الحراري
تلاحظ الظاهرة على مقياس ميليمتر أو أقل. من الأمثلة التي يمكن ملاحظتها بالعين المجردة عند وجود إضاءة جيدة هي عندما يحاط القضيب الساخن من مسخن كهربائي بدخان التبغ: يبتعد الدخان من الجوار المباشر للقضيب الساخن. مع تسخين الجسيمات الساخنة من الهواء الأقرب إلى القضيب الساخن، فهي تنشئ جريانًا سريعًا مبتعدًا عن القضيب، حسب التدرج الحراري. حصلت الجسيمات على طاقة حركية أعلى مع درجة حرارتها الأعلى. عندما تصطدم بجسيمات دخان التبغ الكبيرة التي تتحرك بشكل أبطأ فهي تدفع تلك الأخيرة بعيدًا عن القضيب. القوة التي دفعت جسيمات الدخان بعيدًا عن القضيب مثال على قوى الارتحال الحراري.
يصنف الانتشار الحراري بأنه «موجب» عندما تتحرك الجسيمات من المنطقة الساخنة إلى الباردة و«سالب» عندما يحدث العكس. عادةً تسلك الأنواع الأثقل/الأكبر من الجسيمات في مزيج ما سلوك ارتحال حراري موجب في حين تسلك الأنواع الأخف/الأصغر سلوكًا سالبًا. بالإضافة إلى أحجام الأنواع المختلفة من الجسيمات وشدة انحدار التدرج الحراري، تلعب الناقلية الحرارية وامتصاص الحرارة دورًا في الأمر. اقترح براون وزملاؤه حديثًا أن إنتروبيا غلاف التذاوب وشحنته تلعبان دورًا هامًّا في الارتحال الحراري للجزيئات الحيوية في المحاليل المائية.
يُعطى الوصف الكمي بالعلاقة:
{\displaystyle {\frac {\partial \chi }{\partial t}}=\nabla \cdot (D\,\nabla \chi +D_{T}\,\chi (1-\chi )\,\nabla T)}
حيث: {\displaystyle \chi } تركيز الجسيم؛ {\displaystyle D} معامل الانتشار؛ {\displaystyle D_{T}} معامل الانتشار الحراري. حاصل كل من المعاملين:
{\displaystyle S_{T}={\frac {D_{T}}{D}}}
يدعى معامل سوريه.
حُسب عامل الارتحال الحراري من كمونات التفاعل الجزيئي المشتقة من نماذج جزيئية معروفة.

## تطبيقات قوة الارتحال الحراري
لقوة الارتحال الحراري عدد من التطبيقات العملية. أساس التطبيقات أنه لأن أنواع الجسيمات المختلفة تتحرك بشكل مختلف عند الخضوع لقوة التدرج الحراري، يمكن فصل أنواع الجسيمات بتلك القوة بعد مزجها معًا، أو يمكن منعها من الاختلاط إذا كانت مفصولة مسبقًا.
يمكن أن تتحرك الشوائب الأيونية من الجانب البارد من رقاقة نصف الناقل إلى الطرف الساخن، بما أن درجة الحرارة الأعلى تجعل بنية الانتقال المطلوبة للقفزات الذرية أكثر قابلية للتحقق. يمكن أن يحدث التدفق الانتشاري في أي من الاتجاهين (إلى أعلى أو أسفل التدرج الحراري)، حسب المواد المعنية. استُخدمت قوة الارتحال الحراري في المرسبات التجارية لتطبيقات تشابه المرسبات الكهربائية الساكنة. استغلت في تصنيع الألياف البصرية في عمليات الترسيب التحشفي. يمكن أن تكون مهمة كآلية نقل للرواسب. ظهر أيضًا أن الارتحال الحراري يمكن أن يساعد في اكتشاف العقاقير عن طريق سماحها بالكشف عن روابط الأبتمر بمقارنة الحركة المقيدة بالحركة غير المقيدة للجزيئة المستهدفة. اصطلح على تسمية هذه الطريقة الارتحال الحراري الصغري. كذلك ظهر أن الارتحال الحراري تقنية ممتازة في التلاعب بالجزيئات العيانية الحيوية المفردة، كالدنا الذي بطول الجينوم، وفيروس إتش آي فّي في قنوات ميكروية ونانوية عن طريق التسخين الموضعي ضوئي المنشأ. الارتحال الحراري من الطرق المستخدمة لفصل جسيمات البوليمر المختلفة في تجزئة الجريان الحقلية.